# Arne Toonen
Arne Toonen (Boxmeer, 9 januari 1975) is een Nederlands filmregisseur.

## Levensloop
Toonen volgde een opleiding aan de Amsterdamse Filmacademie. Hij studeerde af in 2003 met Faja en Anderland. Na zijn studie was hij betrokken bij de opname van Het schnitzelparadijs en was hij verantwoordelijk voor de NPS Kort!-film Val Dood. Met deze film won hij de publieksprijs op het Nederlands Film Festival. In 2010 maakte hij een film met in de hoofdrol het personage Dik Trom. In september 2011 werd bekend dat hij het boek De kleine kapitein van Paul Biegel ging verfilmen.
Arne Toonen is 10 jaar getrouwd geweest met Birgit Schuurman, met wie hij een zoon heeft. In februari 2019 gingen zij uit elkaar.
In januari 2020 werd bekend dat Arne Toonen een relatie heeft met actrice Yasmin Karssing, die hij leerde kennen op de set van Baantjer: het Begin.

## Filmografie
- 2003 Anderland
- 2008 Hou Holland schoon
- 2010 Dik Trom
- 2012 Black Out
- 2012 De kleine kapitein
- 2015 De Boskampi's
- 2019 Baantjer het Begin
- 2023 Van der Valk s.3 e.2 Magic in Amsterdam